# Mihter Wendolin
Mihter Wendolin (* 3. Februar 1987 auf Pohnpei) ist eine mikronesische Leichtathletin.

## Karriere
Wendolin nahm an den Ozeanienmeisterschaften 2006 in Samoa teil, konnte sich aber weder im 100- noch im 200-Meter-Lauf für das Finale qualifizieren.
Sie vertrat ihr Land bei den Weltmeisterschaften 2011 in Daegu im 100-Meter-Lauf, wo sie mit einer Zeit von 14,69 s als Siebte ihres Vorlaufes ausschied.
Auch bei den Olympischen Spielen in London 2012 startete sie über 100 Meter, kam jedoch wiederum nicht über ihren Vorlauf hinaus. Diesmal lief sie eine Zeit von 13,67 s.
Im Rahmen der Mikronesienspiele konnte sie in den Jahren von 2002 bis 2014 in verschiedenen Disziplinen vordere Plätze belegen.
Wendolin begann im Alter von 13 Jahren mit dem Leichtathletiktraining. Sie gibt an, im Jahr etwa fünf Monate zu trainieren.